# American Pharoah
American Pharoah, född 2 februari 2012 är en amerikansk galopphäst, mest känd för att ha vunnit amerikanska Triple Crown och Breeders' Cup Classic under 2015. Genom att vinna alla fyra lopp blev han den första hästen att vinna Grand Slam of Thoroughbred racing. Han föddes upp och ägdes under hela sin tävlingskarriär av Ahmed Zayat från Zayat Stables. Under sin tävlingskarriär 2014-2015 tränades han av Bob Baffert, och reds i merparten av hans lopp av Victor Espinoza. Han verkar nu som avelshingst på Ashford Stud i Kentucky.

## Namnet
Namnet American Pharoah är inspirerat av fadern Pioneerof the Nile, och hans morfar Yankee Gentleman. Namnet anspelar också på Ahmed Zayats egyptisk-amerikanska bakgrund. Felstavningen av Pharoah (vanligtvis Pharaoh) sades först vara oavsiktlig. 
Zayat hävdade ursprungligen att stavningen var resultatet av ett fel av The Jockey Club som registrerar hästnamn, men detta motbevisades sedan. Eftersom namnet uppfyllde alla kriterier för namngivning och var tillgängligt, beviljades det exakt som det stavades på den digitala namnansökan. Zayat drog senare sitt uttalande tillbaka.
Zayats fru, Joanne, berättade en annan historia om namnets ursprung till en lokal nyhetsreporter strax innan Preakness Stakes 2015. Zayats son Justin körde en tävling på sociala medier där fans kunde skicka namn till hästen. Det vinnande bidraget hade "Pharaoh" felstavat, sa hon. Justin klippte och klistrade namnet från vinnarens bidrag och skickade det till Jockey Club.

## Statistik
American Pharoah startade under sin karriär 11 gånger. Han segrade i 9 av starterna och tjänade under sin karriär ca 8,6 miljoner dollar.
| Furlongs | Miles  | Meter |
| -------- | ------ | ----- |
| 6 1⁄2    | 13⁄16  | 1,308 |
| 7        | 7⁄8    | 1,408 |
| 8        | 1      | 1,609 |
| 8 1⁄2    | 1 ⁄16  | 1,710 |
| 9        | 1 ⁄8   | 1,811 |
| 9 1⁄2    | 1 3⁄16 | 1,911 |
| 10       | 1 ⁄4   | 2,012 |
| 12       | 1 ⁄2   | 2,414 |

| Datum             | Ålder | Distans        | Race                  | Klass  | Bana            | Odds | Tid     | Spår | Resultat | Marginal    | Jockey          | Ref.   |
| ----------------- | ----- | -------------- | --------------------- | ------ | --------------- | ---- | ------- | ---- | -------- | ----------- | --------------- | ------ |
| 9 augusti 2014    | 2     | 6 1⁄2 furlongs | Maiden Special Weight | Maiden | Del Mar         | 1.40 | NA      | 10   | 5        | NA          | Martin Garcia   | [ 5 ]  |
| 3 september 2014  | 2     | 7 furlongs     | Del Mar Futurity      | I      | Del Mar         | 3.20 | 1:21.48 | 9    | 1        | 4 3⁄4 längd | Victor Espinoza | [ 6 ]  |
| 27 september 2014 | 2     | 8 1⁄2 furlongs | FrontRunner Stakes    | I      | Santa Anita     | 0.50 | 1:41.95 | 10   | 1        | 3 1⁄4 längd | Victor Espinoza | [ 7 ]  |
| 14 mars 2015      | 3     | 8 1⁄2 furlongs | Rebel Stakes          | II     | Oaklawn         | 0.40 | 1:45.78 | 7    | 1        | 6 1⁄4 längd | Victor Espinoza | [ 8 ]  |
| 11 april 2015     | 3     | 9 furlongs     | Arkansas Derby        | I      | Oaklawn         | 0.10 | 1:48.52 | 8    | 1        | 8 längder   | Victor Espinoza | [ 9 ]  |
| 2 maj 2015        | 3     | 10 furlongs    | Kentucky Derby        | I      | Churchill Downs | 2.90 | 2:03.02 | 18   | 1        | 1 längd     | Victor Espinoza |        |
| 16 maj 2015       | 3     | 9 1⁄2 furlongs | Preakness Stakes      | I      | Pimlico         | 0.90 | 1:58.46 | 8    | 1        | 7 längder   | Victor Espinoza | [ 10 ] |
| 6 juni 2015       | 3     | 12 furlongs    | Belmont Stakes        | I      | Belmont Park    | 0.75 | 2:26.65 | 8    | 1        | 5 1⁄2 längd | Victor Espinoza | [ 11 ] |
| 2 augusti 2015    | 3     | 9 furlongs     | Haskell Invitational  | I      | Monmouth Park   | 0.10 | 1:47.95 | 7    | 1        | 2 1⁄4 längd | Victor Espinoza | [ 12 ] |
| 29 augusti 2015   | 3     | 10 furlongs    | Travers Stakes        | I      | Saratoga        | 0.35 | 2:01.57 | 10   | 2        | 3⁄4 längd   | Victor Espinoza | [ 13 ] |
| 31 oktober 2015   | 3     | 10 furlongs    | Breeders' Cup Classic | I      | Keeneland       | .70  | 2:00.07 | 8    | 1        | 6 1⁄2 längd | Victor Espinoza | [ 14 ] |

## Stamtavla
| Efter Pioneerof the Nile (USA) 2006 | Empire Maker (USA) 2000      | Unbridled    | Fappiano           |
| Efter Pioneerof the Nile (USA) 2006 | Empire Maker (USA) 2000      | Unbridled    | Gana Facil         |
| Efter Pioneerof the Nile (USA) 2006 | Empire Maker (USA) 2000      | Toussaud     | El Gran Senor      |
| Efter Pioneerof the Nile (USA) 2006 | Empire Maker (USA) 2000      | Toussaud     | Image of Reality   |
| Efter Pioneerof the Nile (USA) 2006 | Star of Goshen (USA) 1994    | Lord at War  | General            |
| Efter Pioneerof the Nile (USA) 2006 | Star of Goshen (USA) 1994    | Lord at War  | Luna de Miel       |
| Efter Pioneerof the Nile (USA) 2006 | Star of Goshen (USA) 1994    | Castle Eight | Key to the Kingdom |
| Efter Pioneerof the Nile (USA) 2006 | Star of Goshen (USA) 1994    | Castle Eight | Her Native         |
| Undan Littleprincessemma (USA) 2006 | Yankee Gentleman (USA) 1999  | Storm Cat    | Storm Bird         |
| Undan Littleprincessemma (USA) 2006 | Yankee Gentleman (USA) 1999  | Storm Cat    | Terlingua          |
| Undan Littleprincessemma (USA) 2006 | Yankee Gentleman (USA) 1999  | Key Phrase   | Flying Paster      |
| Undan Littleprincessemma (USA) 2006 | Yankee Gentleman (USA) 1999  | Key Phrase   | Sown               |
| Undan Littleprincessemma (USA) 2006 | Exclusive Rosette (USA) 1993 | Ecliptical   | Exclusive Native   |
| Undan Littleprincessemma (USA) 2006 | Exclusive Rosette (USA) 1993 | Ecliptical   | Minnetonka         |
| Undan Littleprincessemma (USA) 2006 | Exclusive Rosette (USA) 1993 | Zetta Jet    | Tri Jet            |
| Undan Littleprincessemma (USA) 2006 | Exclusive Rosette (USA) 1993 | Zetta Jet    | Queen Zetta        |